# ローマのラウレンティウス
ローマのラウレンティウス （聖ラウレンチオ助祭殉教者、St. Laurentius M.、イタリア語：San Lorenzo martire、225年-258年8月10日）は、キリスト教の聖人である。
258年にローマで殉教した7人の殉教者のうちの1人である。カトリック教会、正教会、聖公会、ルーテル教会で崇敬されている。ラウレンティウスとは「月桂冠を戴いた」という意味である。

## 生涯

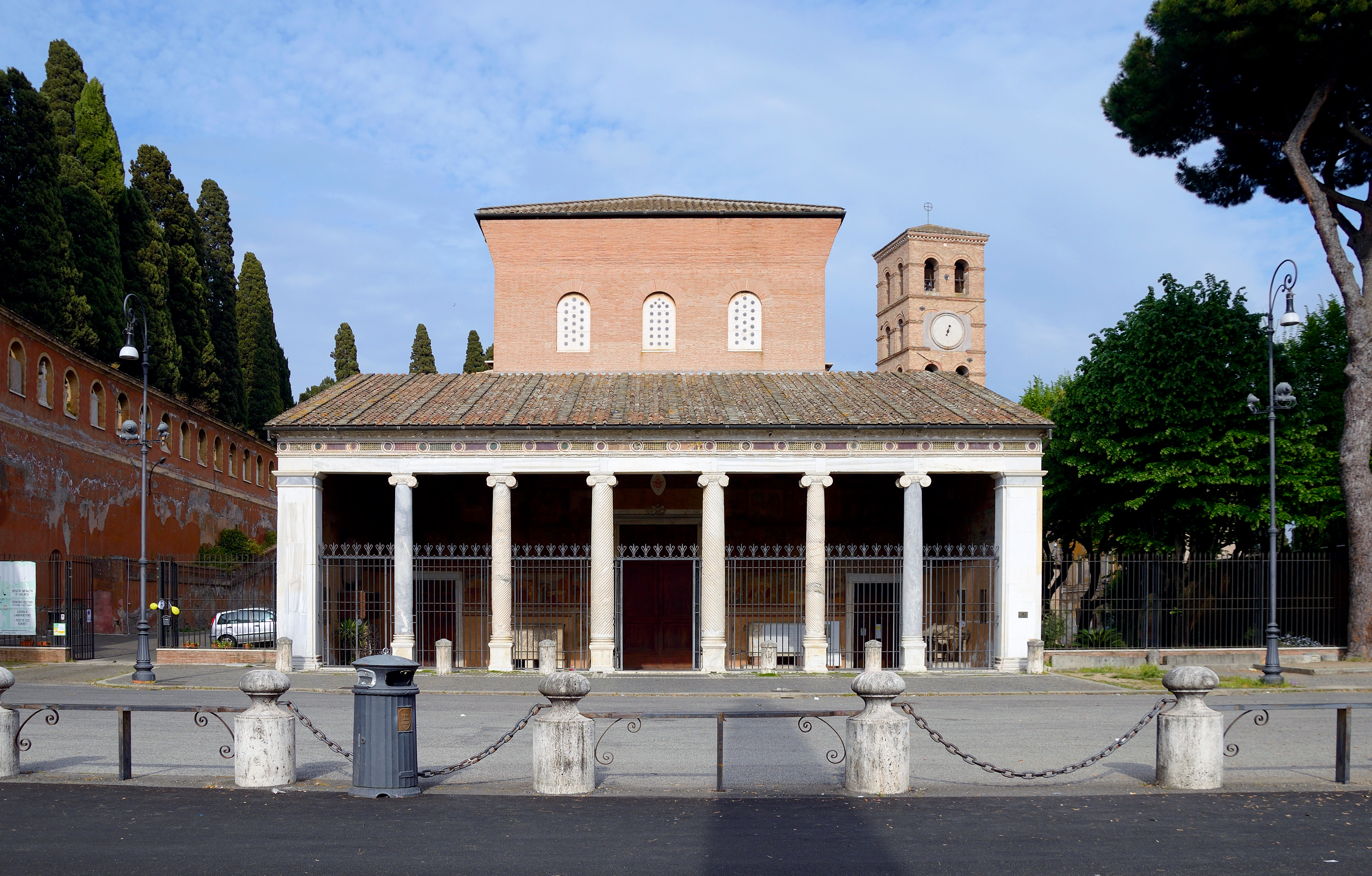
サン・ロレンツォ・フオーリ・レ・ムーラ大聖堂

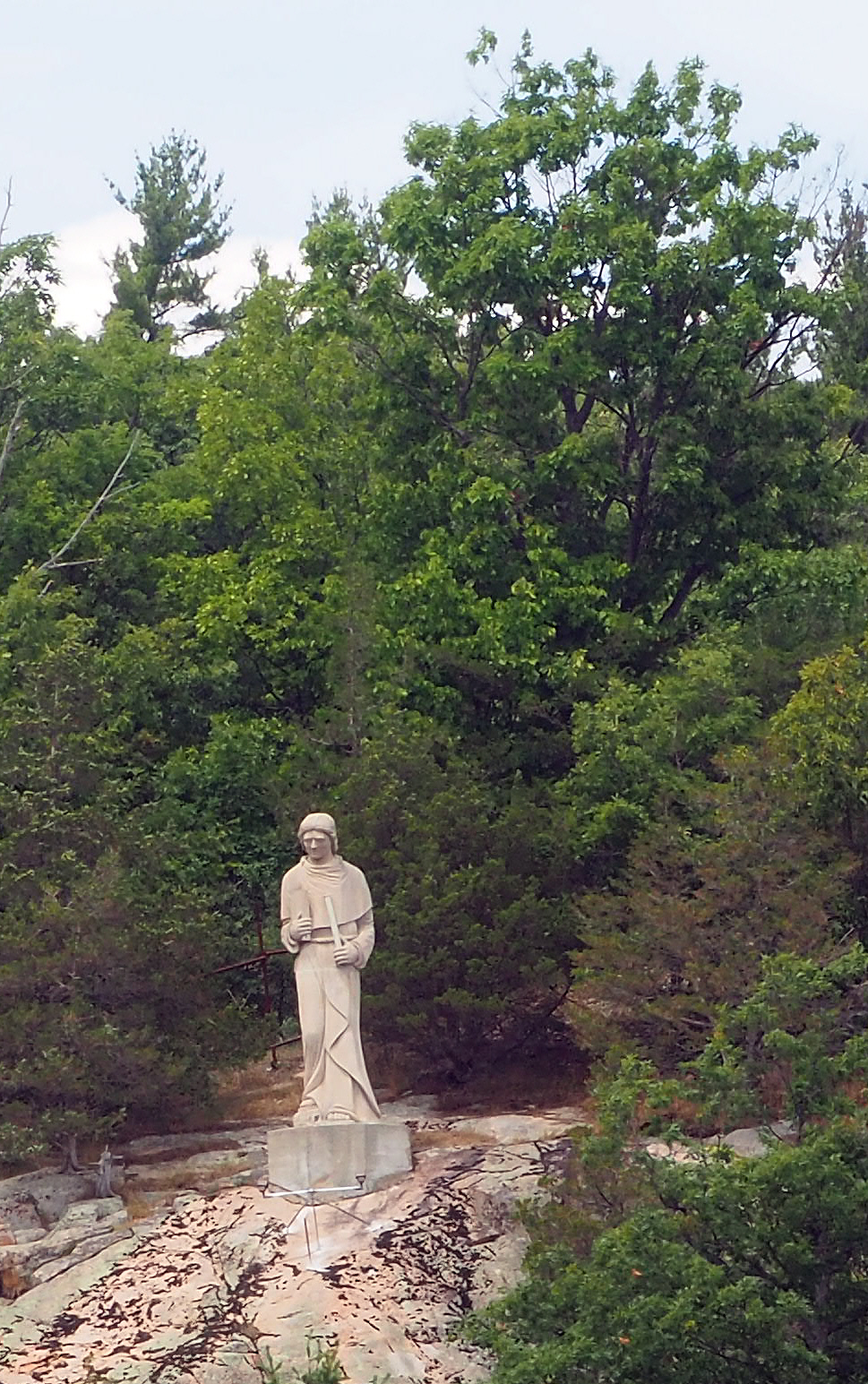
セントローレンス川沿いにある聖ラウレンティウス像

ラウレンティウスは、225年、スペインのウエスカで生まれ、信仰深い両親のもとで育った。当時スペインは、キリスト教がまだ禁じられていたウァレリアヌス帝の治世であった。ラウレンティウスは勉学の後、ローマ七助祭の首席に挙げられ、ローマ教皇シクストゥス2世の執事として、教会の財産管理と、貧しい人々への施しを担当していた。258年、皇帝により、教皇とラウレンティウス以外の執事が逮捕された。教皇はラウレンティウスに、教会の財産を処分して貧しい人々に施すことを命じ、近いうちにラウレンティウスも逮捕されるであろうと告げる。8月6日に教皇は斬首の刑に処せられ、ラウレンティウスも逮捕された。教会の財産を渡すように命じられたが、困窮している人々や体の不自由な人々を連れて行き「彼らこそ教会の財産である。」と主張した。8月10日、ラウレンティウスは生きながら熱した鉄格子の上で火あぶりにされた。殉教の際、兵士に向かって「こちら側は焼けたから、もうひっくり返してもよい。」と語ったと伝えられている。その殉教の様子に感銘した多くの人々が、改宗したとも言われる。

## 崇敬
ラウレンティウスの墓の上に「サン・ロレンツォ・フオーリ・レ・ムーラ大聖堂(イタリア語: Basilica di San Lorenzo fuori le Mura)」が建立されている。
ローマ・カトリック教会では「聖ラウレンチオ助祭殉教者」、日本ハリストス正教会では「ロマの聖致命者首輔祭ラウレンティ」、日本聖公会では「殉教者執事ローレンス」と表記される。ローマとロッテルダム、スリランカ、カナダの守護聖人。火傷・火災・熱病から守ってくれる保護者であり、また、菓子製造人、料理人、栄養士、メイド、宿の管理人、肉屋、ワイン・ビール醸造者、図書館員、兵器製造者、ガラス工、ステンドグラス製造者、コメディアン、学生などの守護聖人でもある。

## その他
セントローレンス川の名前の由来は、1534年8月10日、フランス人の探検家ジャック・カルティエが、初めてこの川の流域に入ったのに因んでと言われる。